# 第1空挺師団 (ドイツ連邦陸軍)
第1空挺師団（ドイツ語：1. Luftlandedivision）は、ドイツ連邦陸軍の師団のひとつ。バーデン＝ヴュルテンベルク州ブルッフザールに師団司令部を置いていた。1994年3月に解散し、コマンドー空中機動部隊 / 第4師団に合併され、2001年にレーゲンスブルクに師団司令部を置く（師団司令部は2010年にシュタットアレンドルフへ移駐）特殊作戦師団に引き継がれる。

## 概要
本師団はドイツ連邦陸軍における空輸機動作戦の基幹部隊として編制された。自隊で構成される対戦車歩兵部隊や陸軍航空隊による航空火力支援の下で空地立体の空挺作戦を行う。師団はあらゆる地形障害を克服し独立的に行動できるように構成されていた。空中機動能力は他の陸軍師団と比較して本師団の脆弱性を顕著にしたが、大規模な輸送梯隊を手当することによりこれを減少させるように配慮されていた。
- 即応展開
- 迅速なる目標転換と集中
- 地形障害の克服
- 危機に対応できる柔軟性
- 運用準備および不意強襲作戦能力

第1空挺師団の主任務
- 軍団直轄の高機動予備部隊
- 脅威地点での対戦車防御の強化
- 敵軍突破点に対する保持
- 間隙の保持
- 開放された側面の防護
- 大規模市街地戦及び森林戦
- 捜索戦闘

また、軍団直轄の予備部隊としての任務があるため、師団の隷下にあるも平時から各旅団は各軍団の指揮下にあった。

## 歴史

### 第1次編制
1955年1月に前身となる第106空挺旅団の編成が始まり、1956年に師団に改編されエスリンゲン・アム・ネッカーに師団司令部を設置し、1956年7月3日に編成完結する。師団は第2軍団に所属した。当初は以下のようになっていた。
- 師団司令部中隊
- A9空挺戦闘群
- B9空挺戦闘群
- 第9空挺通信中隊
- 第9空挺装甲偵察中隊
- 第9空挺猟兵大隊
- 第19空挺猟兵大隊
- 第29空挺猟兵大隊
- 第9空挺砲兵大隊
- 第9空挺装甲猟兵大隊
- 第9空挺防空大隊
- 第9空挺砲兵中隊

1958年に北大西洋条約機構と結合する。

### 第2次編制
1959年、陸軍第2次編制にて戦闘群は改編され、A9戦闘群とB9戦闘群はそれぞれ第25降下猟兵旅団および第26降下猟兵旅団となる。1961年末時点の師団編制は以下のようになっていた。
- 第25降下猟兵旅団
- 第26降下猟兵旅団
- 師団直轄部隊
  - 第261降下猟兵大隊
  - 第252降下猟兵大隊
  - 第291降下猟兵大隊
  - 第255降下砲兵大隊
  - 第9空挺通信大隊
  - 第9空挺工兵大隊
  - 第9空挺防空大隊
  - 第9陸軍航空隊
  - 第9軍楽隊

1964年に師団司令部をブルッフザールに移転する。

### 第3次編制から第4次編制
1970年、陸軍第3次編制にて新たに3個目の旅団となる第27降下猟兵旅団がリップシュタットにて編成され、第1軍団の指揮下におかれた。1971年に降下猟兵旅団は空挺旅団に改称される。陸軍第4次編制では以下のようになっていた。
- 第25空挺旅団　在カルフ（第2軍団指揮下）
- 第26空挺旅団　在ザールルイ、以前はツヴァイブリュッケン（第3軍団指揮下）
- 第27空挺旅団　在リップシュタット（第1軍団指揮下）
- 第9空挺砲兵連隊（非現役）　在フィリップスブルク
- 第9空挺通信教導大隊　在マックスホフ
- 第9空挺通信中隊（欧州連合軍機動部隊）　在ディリンゲン・アン・デア・ドナウ、以前はブルッフザール
- 第9軍楽隊　在シュトゥットガルト

### 第5次編制
陸軍第5次編制で1993年に第1軍団の直轄部隊として指揮下にあった第27空挺旅団は第31装甲擲弾兵旅団と合併し第31空挺旅団となる。1994年に師団は解散し、第4装甲擲弾兵師団と合併され、司令部をレーゲンスブルクに置き新たにコマンドー空中機動部隊 / 第4師団となる。第9空挺砲兵連隊は現役部隊化し第9空挺砲兵中隊として再編成されも1996年に解散される。第9軍楽隊と第9空挺通信中隊は引き続いて新師団の隷下におかれた。2003年に第200空挺通信中隊に改称し、2007年には第100空挺通信中隊と同時に解散され、特殊作戦師団の基幹部隊として空挺通信大隊に再編成された。第9空挺通信教導大隊は解散され残余は第1山岳師団に合流した。第9軍楽隊は第10装甲師団の第50指揮支援連隊に合併・解散した。

## 歴代師団長
| 代 | 氏名                                                                                  | 着任          | 離任          |
| -- | ------------------------------------------------------------------------------------- | ------------- | ------------- |
| 1  | ベルン・フォン・ベア陸軍大佐 de:Bern von Baer                                         | 1956年1月     | 1957年9月     |
| 2  | ハンス・クロー陸軍少将 de:Hans Kroh                                                   | 1957年9月     | 1962年9月30日 |
| 3  | ヴァルター・ゲリッケ陸軍少将 de:Walter Gericke                                        | 1962年10月1日 | 1965年3月31日 |
| 4  | フーベルト・ゾネック陸軍少将 Hubert Sonneck                                           | 1965年4月1日  | 1966年9月7日  |
| 5  | フランツ・ペッシュ陸軍少将 de:Franz Pöschl                                            | 1966年10月    | 1970年9月30日 |
| 6  | ハインリヒ・シュヴィータール陸軍少将 Heinrich Schwiethal                              | 1970年10月1日 | 1972年9月30日 |
| 7  | ハンス・シュピーゲル陸軍少将 Hans Spiegel                                             | 1972年10月1日 | 1977年3月31日 |
| 8  | ハインツ・ワルター・フォン・ウント・ツ・ガテン陸軍少将 Heinz Walter von und zu Gathen | 1977年4月1日  | 1977年9月30日 |
| 9  | ハンス・クビス陸軍少将 de:Hans Kubis                                                  | 1977年10月1日 | 1979年9月30日 |
| 10 | ワルター・ホフマン陸軍少将 Walter Hoffmann                                            | 1979年10月1日 | 1983年3月31日 |
| 11 | クリストフ＝アドルフ・フュールス陸軍少将 Christoph-Adolf Fürus                        | 1983年4月1日  | 1988年3月31日 |
| 12 | ゲオルク・ベーナート陸軍少将 Georg Bernhardt                                          | 1988年4月1日  | 1991年9月30日 |
| 13 | フリッツ・エッカート陸軍准将 Fritz Eckert                                             | 1991年10月1日 | 1994年3月31日 |